# Cacicus solitarius
El cacique solitario (Cacicus solitarius), también denominado boyero negro, arrendajo solitario y arrendajo llanero y boyero pico grueso, es una especie de ave paseriforme de la familia Icteridae propia de Sudamérica.
Se encuentra en Argentina, Bolivia, Brasil, Colombia, Ecuador, Paraguay, Perú, Uruguay, y Venezuela. Su hábitat natural son los bosques bajos, las áreas pantanosas tropicales o subtropicales y las zonas con vegetación con un estrato abierto o cerrado de leñosas de hasta 15 metros de altura.

## Denominaciones
Aunque su denominación más extendida es la de boyero negro (Argentina, Bolivia, Paraguay y Uruguay), también se le conoce con los nombres de boyero pico hueso (en Uruguay), arrendajo solitario (en Colombia y Venezuela) y arrendajo llanero (en Venezuela).

## Descripción
Ave de un color negro con pico de color marfil. Iris pardo oscuro. Presenta escaso dimorfismo sexual, siendo la hembra un poco más pequeña que el macho.

## Reproducción
La época de reproducción es de octubre a diciembre. El nido es colgante, de fibras tejidas, con forma de bolsa con entrada superior. La pareja pone 2-3 huevos blancos con pintas pardas principalmente en el polo obtuso.